# پرووودوو-شونوو
پرووودوو-شونوو (به چکی: Provodov-Šonov) یک منطقهٔ مسکونی در جمهوری چک است که در ناحیه ناخود واقع شده‌است. پرووودوو-شونوو ۱۶٫۱۷ کیلومتر مربع مساحت و ۱٬۱۷۹ نفر جمعیت دارد و ۲۹۷ متر بالاتر از سطح دریا واقع شده‌است.